# او-پلاتو
او-پلاتو (به لاتین: Hauts-Plateaux) یک منطقهٔ مسکونی در کامرون است که در منطقه غرب (کامرون) واقع شده‌است. او-پلاتو ۴۱۵ کیلومتر مربع مساحت و ۸۳٬۰۰۰ نفر جمعیت دارد.